# مستشفيات شبكة معجزات الأطفال
مستشفيات شبكة معجزات الأطفال (بالإنجليزية: Children's Miracle Network Hospitals)‏ يختصر ب(CMN Hospitals) (بالفرنسية: Réseau Enfants-Santé)‏ يختصر ب (RES) هي منظمة غير ربحية في أمريكا الشمالية تقوم بجمع الأموال لمستشفيات الأطفال، والبحوث الطبية، ونشر الوعي المجتمعي لقضايا صحة الأطفال. تم إنشاء الشركة في عام 1983 من قبل عائلة أوزموند [الإنجليزية]، جون شنايدر، ميك شانون، وجو ليك، ويقع مقرها الرئيسي في مدينة سولت ليك بولاية يوتا. الرئيس الحالي والرئيس التنفيذي لمستشفيات شبكة معجزات الأطفال هو جون لاك. حتى الآن، تدعي المنظمة أنها جمعت أكثر من 4.7 مليار دولار أمريكي يتم توزيعها مباشرة على شبكة تضم 170 مستشفى.

## التقييم
تقوم الوكالات المختلفة بتقييم المؤسسات الخيرية، بناءً على عدد من العوامل، بما في ذلك النسبة المئوية لإيراداتها التي يتم إنفاقها فعليًا على برامجها الخيرية. حصلت الشبكة على تصنيف 3 نجوم (من أصل 4)، و89.2٪ من عائداتها تذهب إلى مصروفات البرنامج. وفقاً لمنظمة أفضل الاعمال المكتبية الحكيم Giving Alliance، فإن الشبكة «تفي بمعايير المنظمة للمسؤولية الخيرية».

## وصلات خارجية
- Children's Miracle Network Hospitals official website
- Children's Miracle Network official website (بالإنجليزية) - Canada
- Réseau Enfants-Santé official website (بالفرنسية) - Canada
- Children's Miracle Network Hospitals Classic official website
- Opération Enfant Soleil official website (بالإنجليزية) - Quebec
- Opération Enfant Soleil official website (بالفرنسية) - Quebec